# CORWELL Kft.
A Corwell Kft. (teljes nevén Corwell Kereskedelmi Korlátolt Felelősségű Társaság) magyarországi irodaszer-nagykereskedő cég. A vállalatot 1991-ben alapították. Kizárólag viszonteladók részére értékesít.
A Corwell csoport székhelye Dunakeszi, 2024-ben 86 főt foglalkoztatott. A cég kínálatában mintegy 250 márka több mint 20 000 terméke szerepel. Számos világmárkát a Corwell kizárólagos joggal értékesít Magyarországon. A forgalmazott termékeket magyarországi gyártóktól, Európából, és részben Kínából illetve Indiából szerzi be. A Corwell leányvállalatai jelen vannak Szlovákiában, Csehországban és Horvátországban.

## Története
A Corwell Kft. 1991-ben alakult, teljesen magyar tulajdonú vállalkozásként. Kezdetben számítástechnikai kellékek és irodaszerek kereskedelmével foglalkoztak. A forgalmazott termékek és márkák választéka évről évre bővült. A hangsúly idővel az irodaellátást szolgáló termékek felé tolódott át. Számos világmárka kizárólagos magyarországi forgalmazójává váltak. (Apli, Maped, Schneider, Staedtler) Több saját termék márkát is létrehoztak és a piacra bevezettek (Victoria [1993], Mayah [2013], Avatar [2020]). Külföldi piacokra kilépéskor létrejöttek leányvállalatai Szlovákiában (2007), Csehországban (2012) és Horvátországban (2015). Victoria a gyermekekért közhasznú alapítványt létrehozták és anyagilag támogatják. Viszonteladó partnerek értékesítéseinek sokrétű támogatását végzik, 2023-ban Sikeres Innováció díjat kaptak a „Shopwell bérelhető webáruház és hozzá kapcsolt vállalkozást támogató szolgáltatások kis és középvállalkozások online kereskedelmi tevékenységének támogatására” címmel.

## Saját márkák
A Victoria márka 13 termékcsaládjában csaknem 1500 termék érhető el, például irodai papír áru és irodai eszközök, üzemeltetéshez kapcsolódó hygiéniai termékek, tonerek, vizuál táblák és még sok más irodaellátással kapcsolatos termék.
A Mayah irodabútor márka 2013 óta van jelen az irodabútor piacon. A választék gerincét az öt kategóriába sorolt irodaszékek és az elemes bútorok alkotják.
A Corwell Kft palettáján a 2020-as év nyarától elérhető a 11 napszemüveg modellt felölelő Avatar márka.
A Shopwell egy kulcsrakész webáruház szolgáltatás, mely a Corwell Kft. teljes termékválasztékát tartalmazza, emellett automatizált kapcsolatot boztosít a logisztikával, számlázással, valamint automatizált marketing eszközöket is biztosít.

## Társadalmi szerepvállalás
A Victoriaictoria a Gyermekekért Egészségvédelmi Közhasznú Alapítványt 2010-ben alapította a Corwell Kft.. Az Alapítvány célja gyermekkórházak, gyermekgondozó intézmények, hátrányos helyzetű gyermekeket segítő intézmények – beleértve a fogyatékos gyermekek gondozására szakosodott intézményeket is – segítése, anyagi támogatása, infrastruktúrájuk fejlesztése.
A Corwell Kft. a VICTORIA termékek értékesítéséből befolyt összeg egy meghatározott részét az alapítvány támogatására fordítja, melyből a gyermekek gyógyulását szolgáló eszközök, gépek, berendezések beszerzésére kerül sor.

## Kronológia
- 1991 – Megalakult a Corwell Kft.[1][2]
- 1993 – Megjelent az első saját márka, a Victoria[3]
- 1999 – Megalakult a Miller Logisztika Kft. a kiszállítások hatékonyságának növelése érdekében.[4][5]
- 2005 –Raktár és irodaépület létesítése Dunakeszin
- 2007 – Szlovák leányvállalat megalapítása[6][7]
- 2010 – Hilis raktári rendszer[8] bevezetése, Bcs Hungary Vocollect A 730 hangalapú árukiszedés és PDA eszközök,[9][10][11]
- 2010 – Megalakult a Victoria a Gyermekekért Alapítvány[12][13][14]
- 2012 – Csehországi leányvállalat megalapítása[15][16]
- 2013 – Mayah márka megjelenése[17]
- 2014 – Raktárbővítés 4500 m2-ről 7200 m2-re
- 2015 – Horvátországi leányvállalat megalapítása[18][19]

## Díjak
- 2012 – Az Év Nagykereskedője/Disztribútora -OPI Ltd. EOPA Wholesaler Award[20]
- 2013 – Energiatudatos vállalat elismerés
- 2015 – Business Superbrands Díj
- 2015 – Kkv marketing „Gyémánt díj” Korábbi Marketing Diamond díjazottjaink[21]
- 2016 – Opten „A” minősítés
- 2018 – Vállalható Vállalkozás[22]
- 2018 – Business Superbrands Díj
- 2018 – Verbatim Loyalty Award
- 2019 – KKV TOP 100[23]
- 2019 – Business Superbrands Díj
- 2024 – Sikeres innováció díj – Magyar Innovációs Nagydíj pályázat 2023[24]

## Integrált irányítási rendszerek
- 2012 – ISO 9001 Minőségirányítási és ISO 14 001 Környezetirányítási Rendszer,
- 2013 – ISO 28 001 (2019 óta ISO 45 001) Munkahelyi Egészségvédelmi és Biztonsági Rendszer (MEBIR) és ISO 27 001 Információbiztonsági Irányítási Rendszer (IBIR).